# Michael Boulding
Michael Thomas Boulding (Sheffield, 8 febbraio 1976) è un ex calciatore inglese, di ruolo attaccante.

## Carriera
Dopo aver giocato a calcio a livello giovanile, iniziò a giocare a tennis (ancora minorenne, era già tra i primi 20 giocatori britannici nel ranking ATP), continuando anche l'attività calcistica ma in modo saltuario (prima allenandosi nelle giovanili del Doncaster e poi trascorrendo la stagione 1998-1999 nei dilettanti dell'Hallam); nell'estate del 1999, all'età di 23 anni, abbandonò del tutto il mondo del tennis grazie all'opportunità offertagli dal Mansfield Town, club della quarta divisione inglese, di firmare un contratto come calciatore professionista. Nella sua prima stagione tra i professionisti, che gli Stags terminano al penultimo posto in classifica (ma con 17 punti di vantaggio sul Carlisle Utd, unico club retrocesso) Boulding mette a segno 6 reti in 32 partite di campionato; inizia poi la stagione 2000-2001 con ottime medie realizzative (tra il settembre e l'ottobre del 2000 è protagonista di una striscia di quattro partite consecutive in cui va in rete), ma nel complesso chiude la stagione con un bilancio sostanzialmente analogo a quello dell'annata precedente (per la precisione con 33 presenze e 6 reti, l'ultima delle quali nella penultima giornata di campionato). Nell'estate del 2001 Boulding si svincola dal Mansfield Town e si trasferisce al Grimsby Town, club di seconda divisione; realizza la sua prima rete in incontri ufficiali con la maglia dei Mariners il 29 settembre 2001, in una partita di campionato persa per 3-2 sul campo del Bradford City. Nel corso della stagione alterna periodi in cui è titolare ad altri in cui ha un ruolo minore (pur subentrando spesso dalla panchina); uno dei suoi momenti migliori, decisivo anche ai fini della lotta per non retrocedere, è all'inizio di marzo: il 2 marzo 2002 subentra dalla panchina e segna infatti una rete nella vittoria per 5-2 contro il Crystal Palace, mentre tre giorni più tardi gioca da titolare e segna la sua prima tripletta in carriera, nella vittoria per 6-2 contro il Wimbledon FC, grazie alla quale i bianconeri escono per la prima volta in stagione dalla zona retrocessione. Chiude la stagione con 11 reti in 35 partite di campionato (che fanno di lui il miglior marcatore stagionale del club) ma, alla scadenza del contratto annuale che aveva firmato nell'estate precedente, rifiuta la richiesta di rinnovo da parte del club e si trasferisce gratuitamente all'Aston Villa, club di prima divisione, con cui firma un contratto della durata di un anno.
Fa il suo esordio con il nuovo club in Coppa Intertoto il 21 agosto 2002, in una partita persa per 2-0 sul campo degli svizzeri dello Zurigo; gioca da titolare anche nella partita di ritorno della settimana successiva, nella quale segna anche una rete, che visto il punteggio di 3-0 della partita di ritorno si rivela anche decisivo per il superamento del turno da parte dell'Aston Villa. Di fatto, però, Boulding non trova spazio in campionato: già nel settembre del 2003 viene ceduto in prestito allo Sheffield Utd per un mese; il prestito viene poi esteso per un secondo mese, terminato il quale, complice anche un infortunio ad una caviglia, il giocatore fa ritorno all'Aston Villa, dopo complessive 6 presenze senza reti in seconda divisione ed una presenza (durante la quale segna anche il suo unico gol con le Blades) in Coppa di Lega, in una partita contro il Wycombe; la sua esperienza all'Aston Villa termina nel gennaio del 2003, senza ulteriori presenze in competizioni ufficiali con il club: fa infatti ritorno al Grimbsy Town, prima in prestito per un mese e, dopo una sola partita, con un trasferimento a titolo definitivo ed un contratto di un anno e mezzo; nella seconda metà di stagione, che il club bianconero termina con un ultimo posto in classifica nel campionato di seconda divisione, l'attaccante gioca 12 partite di campionato e vi realizza 4 reti.
Negli anni seguenti veste inoltre le maglie di Barnsley (in due distinti periodi), Cardiff City, Rotherham Utd, Bradford City, nuovamente Mansfield Town e Derby County, ritirandosi nel 2011.
In carriera ha totalizzato complessivamente 330 presenze e 92 reti nei campionati della Football League.